# Away from the Sun
Away from the Sun (español: «Lejos del sol») es el título del segundo álbum de estudio grabado por la banda de rock alternativo estadounidense 3 Doors Down. Fue lanzado al mercado por las empresas discográficas Republic Records e Universal Records el 12 de noviembre de 2002. Los sencillos del álbum fueron "When I'm Gone", "The Road I'm On", "Here Without You", y "Away from the Sun". El guitarrista de la banda Rush, Alex Lifeson, produjo 3 canciones para el disco, "Dangerous Game," "Dead Love," y "Wasted Me".

## Lista de canciones
1. "When I'm Gone" - 4:20
2. "Away from the Sun" - 3:51
3. "The Road I'm On" - 3:59
4. "Ticket to Heaven" - 3:27
5. "Running Out of Days" - 3:31
6. "Here Without You" - 3:57
7. "I Feel You" - 4:07
8. "Dangerous Game" - 3:36
9. "Changes" - 3:56
10. "Going Down in Flames" - 3:28
11. "Sarah Yellin'" - 3:17
12. "This Time" - 5:18 (pista oculta - comienza con 30 segundos de silencio)

## Edición DVD limitada
1. "Kryptonite" (vídeo musical) - 4:00
2. "Loser" (vídeo musical) - 4:31
3. "Duck and Run" (vídeo musical) - 4:06
4. "Be Like That" (vídeo musical) - 4:06
5. "Live" - 4:54
6. "Making Of" de "Away from the Sun" - 12:08
7. "Dangerous Game" 5.1 Dolby Digital / DTS - 3:36
8. "When I'm Gone" 5.1 Dolby Digital / DTS - 4:19